# Bhandaria
Bhandaria è un sottodistretto (upazila) del Bangladesh situato nel distretto di Pirojpur, divisione di Barisal. Si estende su una superficie di 163,56 km² e conta una popolazione di 145.233 abitanti (dato censimento 1991).